# 양무운동

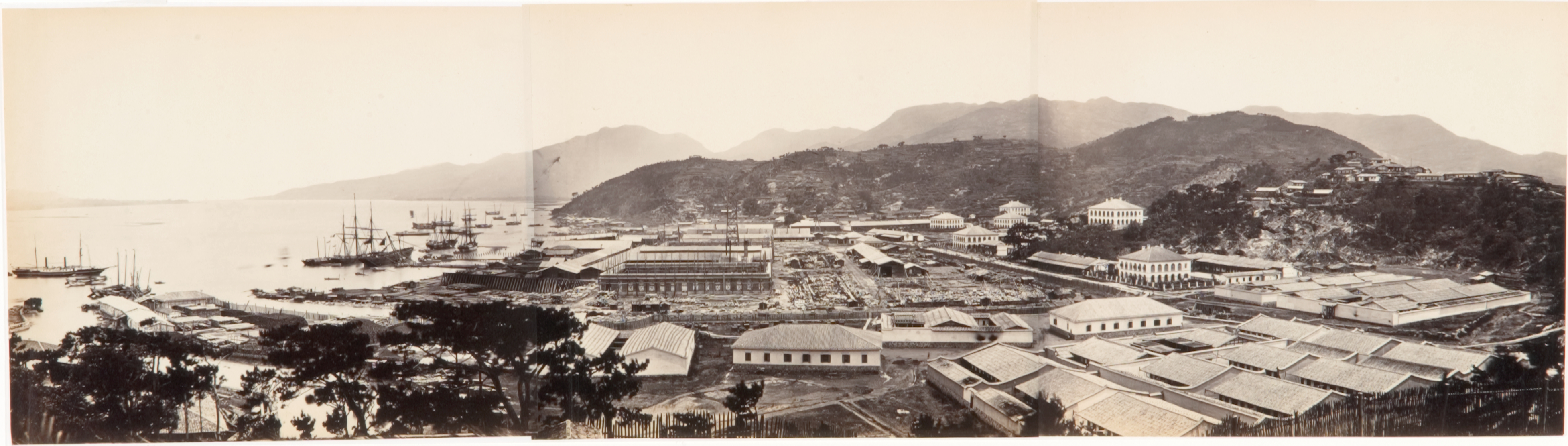
청나라 말기의 근대식 조선소 복주선정국(福州船政局).

양무 운동(洋務運動, 중국어: 洋务运动, 영어: Self-Strengthening Movement, Westernization, Western Affairs Movement, 1861년 ~ 1894년)은 19세기 후반, 청나라 말기에 관료들의 주도로 이루어졌던 군사중심의 근대화운동으로 서양문물을 수용하여 부국강병을 이루려 하였다. 유럽 근대기술의 도입으로 봉건체제를 유지하고 보강하려 했던 청나라의 자강 운동(自强運動)이다. 양무(洋務)는 다른 나라와의 외교 교섭에 관한 사무를 뜻하는 말이지만, 넓게는 서양의 문물과 기술을 받아들인다는 뜻으로 쓰였다.
당시 청나라는 열강의 침략적인 아편전쟁, 애로호 사건 등으로 여지없이 약체를 드러냈으며, 안으로는 태평천국의 난으로 인해 봉건적 지배체제가 위기에 빠져 있었다. 이런 상황에서 증국번, 이홍장 등 한족 출신 관료들이 근대적인 군사공업을 일으키는 한편, 장지동, 성선회 등은 관상합판사업을 크게 일으켜 어느 정도 성과를 거두었다. 초기에는 군사력 증강을 위해 군수 공업의 육성에 중점을 두고 전개되었지만, 1870년대 이후에는 광공업이나 교육 등 다른 부문까지 근대적 개혁이 확산되었다. 이로써 청의 지배 체제를 안정시켰을 뿐 아니라, 중국 사회에 근대적 변화를 가져왔다. 
그러나 양무운동은 안팎의 여러 장애에 부닥쳐 제한된 성과를 거두는 데 그쳤다. 가장 커다란 한계는 전국적 차원에서 통일된 계획 아래 추진되지 못했다는 점이다. 양무파는 중앙권력의 핵심을 장악하지 못했고, 군사중심의 근대화에 너무 치중했을 뿐, 사회, 정치 체제의 근대화는 무시되었다. 그 결과, 때마침 일어난 청불전쟁(1884)과 청일전쟁(1894)에서 뼈아픈 패배를 안겨주어 그 약체성을 드러내고 말았다. 이리하여 구체제의 지배자는 그 자리를 무술변법의 지도자에게 물려주었다.

## 양무운동과 양무파 관료의 성격
청조는 아편전쟁과 애로호 사건을 계기로 하여 서양의 군사적 위력을 알게되었고, 더욱이 내부에는 태평천국의 난으로 안팎의 위기에 직면하게 되었다. 청조는 이러한 위기 상황에서 '부국'과 '강병'을 내세우면서 서양을 모델로 하는 강력한 군사력과 각종의 근대 산업을 일으켜 난국을 타개하려는 근대화 운동을 추진하게 된다.
양무운동은 ‘중체서용’(中體西用)을 내걸고 목종(穆宗) 동치제(同治帝)가 즉위한 동치 연간(1861년~1874년)에 추진되었기 때문에 동치중흥(同治中興)이라고도 한다. 이 운동의 기원은 이보다 훨씬 이전에 소급된다. 즉, 아편전쟁에 참패하였을 때 이미 위원은 『해국도지(海國圖志)』를 저술하고 그 서문에서 서양의 장기(長技)를 배워 서양을 제압한다고 주장하였다.
양무운동이 청조의 고관에 의해 적극적으로 추진된 시기는 1861년의 신유정변으로 서태후와 공친왕 혁흔을 중심으로 새로운 정권이 수립되면서 청일전쟁(1894년)으로 일본에 패할 때까지의 약 30년 동안을 말한다. 이 시기 청은 서구 열강에 대적할만한 군사력을 보유했지만, 낡은 제도와 전통, 관료들의 부정부패를 개혁하지 않아 청불전쟁(淸佛戰爭)과 청일 전쟁(淸日戰爭)에서 패배하는 아픔을 겪게 된다.
1860년의 영,프 연합군의 베이징 점령으로 함풍제는 열하(熱河)로 도망쳤으며, 연합군은 청조의 위신을 짓밟기 위해 원명원을 불태워 버렸다. 아편전쟁 이후 청조의 위기는 그 절정에 이르고 황제의 명을 받아 사태수습에 나선 공친왕은 연합군의 요구를 거의 받아들여 베이징 조약을 체결하게 되었다. 한편 함풍제는 열하에서 병사하고 6살에 동치제가 즉위했다. 이 무렵 궁정내부에 '신유정변'이 발생하여 서태후가 섭정을 하고 함풍제의 동생인 공친왕이 의정왕(議政王)과 군기대신이 되어 실권을 장악하였다.
1861년 청조는 구미열강과의 외교문제를 전담할 총리아문을 설치하였다. 총리아문은 단순한 외교문제만을 취급하지 않고 통상을 포함하여 무기의 구입까지 서양과 관련된 업무를 총괄하는 기관이다. 군기처와의 관계는 명문규정은 없으나 군기대신이 총리아문의 장관인 총서대신을 겸하여 군기처의 분국(分國)과 같은 성격을 띠고 있어서 신정권의 권력핵심에 해당하였다. 유럽 열강은 이 같은 타협적인 서태후와 공친왕 정권에 대하여 협조정책을 취하고 청조와 태평천국군에 대해 취하던 중립적 자세를 버리고 청에 대한 적극적인 원조를 제공하면서 근대적 산업기술과 자본협력을 제안하였다. 이에 따라 대외관계를 수습한 청조의 관료들은 서구의 근대적 무기를 이용하여 태평천국군을 진압할 목적으로 영국으로부터 군함의 도입과 영국식 군사훈련을 계획하였고, 군기대신 문상은 러시아로부터 제공받은 근대적 무기로 무장한 '신기영'(神機營)을 창설하였다.
특히 양무운동은 상군(湘軍)과 회군(淮軍)을 이끌고 태평천국을 진압한 증국번과 이홍장 그리고 좌종당 등 지방에 있는 한족 관료에 의해 적극적으로 추진되었다. 그러나 이들은 중앙권력의 핵심에 있지 않았기 때문에 운동의 추진에는 여러 가지 어려움이 있었다. 양무운동시기의 권력의 중심은 서태후에게 집중되어 있었기 때문이었다. 공친왕은 신설된 총리아문의 장관으로 구미외교를 전담하여 양무정책 추진의 중심이었다. 그는 군기처내에서 문상 등 일부 관료의 지지를 얻었으나 반대파의 견제를 받았으며 청불전쟁의 발발(1884년)과 함께 탄핵을 받아 사임하게 되었다.
양무운동 추진세력은 보수적 관료의 끊임없는 비판과 견제를 받았다. 그러나 증국번, 이홍장, 좌종당 등은 태평천국의 난을 진압하는 과정에서 정치군사적 실력을 인정받아 적극적인 양무운동을 추진세력으로 발탁되었다. 증국번은 호남성출신의 학자로 상군을 조직하여 엄격한 훈련과 서양식 무기로 무장하여 태평천국 진압에 결정적인 공을 세웠다. 그는 양광총독과 흠차대신에 1860년 임명된 후 1872년 사망할 때까지 중앙정부의 정책결정에 참여하여 초기 양무운동의 핵심적인 역할을 담당하였다. 좌종당도 호남성 출신으로 태평천국의 진압에 공을 세웠고 1881년, 1884년 두차례 군기대신으로 발탁되어 군수공장을 건설하는데 주도적 역할을 하였다.
양무운동의 대표자 이홍장은 증국번의 막우(幕友)로 발탁된 후 회군을 조직하고 상하이 지방의 경제력을 배경으로 급성장하였다. 그는 증국번의 뒤를이어 1870년 직례총독에 임명되어 1895년 청일전쟁의 패배로 사임할때까지 직례총독과 북양통상대신에 재직하면서 양무운동을 적극 추진하고 청나라 말기 외교문제를 풀어 나가는데 큰 활동을 하기도 했다고 한다고 한다.

## 양무운동의 내용

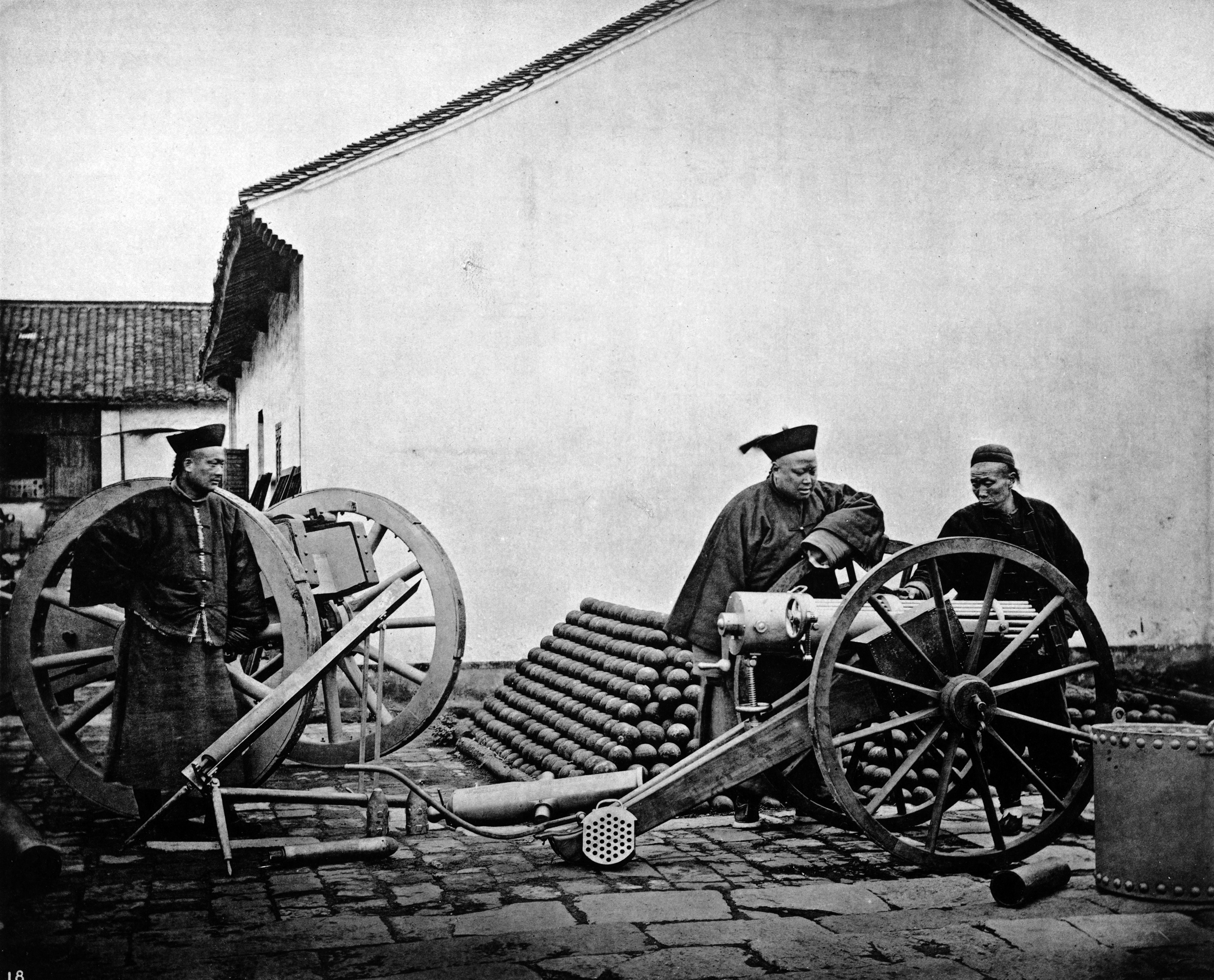
난징에 세워진 금릉기기국

양무운동은 '중체서용'이 의미하듯 서양의 과학기술, 특히 군수시설을 받아들여 청나라의 '자강'을 꾀하려는 부국강병 운동으로 그 내용은 무기와 장비, 군사시설에 집중되어 있다.
1863년 이홍장은 총, 탄약, 대포, 화약등 신식 무기들을 생산하기 위해 상해(上海, 상하이)에는 강남제조총국(江南製造總局), 남경(南京, 난징)에는 금릉기기국(金陵機器局)이라는 근대식 무기 공장들을 세웠다. 좌종당은 복주(福州, 푸저우)에 1866년 복주선정국(福州船政局)이라는 근대식 조선소를 세워 근대식 군함을 제작하였고, 1867년 심보정이 복건선정대신(福建船政大臣)에 임명된다. 그리고 만주족 귀족 출신으로 '북양삼국통상대신'으로 있던 숭후는 천진(天津, 톈진)에 천진기기국(天津機器局)이라는 근대식 무기 공장을 세워 화약과 포탄을 생산하였다. 이러한 4대 공장이 설립된 이후 각 지방에 총 24개의 군수공장이 건설되었다. 그런데 이들 공장에서 생산된 무기는 총, 탄약류가 대부분이지만 품질은 우수하지 못하였다. 이들 공장은 원자재를 외국에서 수입하고 서양인 기사에 의하여 공장이 운영되었으며 중국인 관료에 대한 막대한 인건비 지출로 경영상의 어려움이 많았다.
한편, 공장이 필요로 하는 석탄과 철 등을 공급하기 위하여 각지에 광산이 개발되어 근대적 채광 시설을 갖춘 광업이 발전하기 시작하였다. 또 공장의 부속기관으로 설치된 번역관과 교육 기관을 통해 서양의 과학기술 서적이 번역 보급되면서, 기술 인력이 양성되는 효과를 가져왔다.
1874년 일본의 모란사 사건을 계기로 양강총독 겸 남양대신 심보정은 남양 해군을 창설하여 근대적 해군을 육성하고자 계획하였으며, 이홍장 등은 해군의 필요성을 강조하여 1884년 북양함대, 남양함대, 복건함대의 3대 함대를 창설했다. 함대는 중국에서 건조한 배도 있었으나 주력함은 주로 영국, 독일에서 구입하였다. 이들 해군은 회군파와 상군파로 나뉘어 통일적인 지휘계통이 이루어지지 못했으므로 1884년에 터진 청불전쟁에서 복건함대가 궤멸되는 원인이 되었다. 이 밖에 유능한 지휘관 양성을 위해 톈진에 '수사학당'(水師學堂)(1880년)과 무비학당(武備學堂)(1885년)을 세우고 영국과 프랑스로부터 군사고문을 초빙하여 서양식 군사학을 교육하였다.
또 외교관 양성을 위해 장지동은 총리아문에 동문관(同文館)을 1867년 설치하여 영어, 프랑스어, 독일어, 러시아어 등의 외국어 교육을 실시하였다. 증국번은 우수한 학생들을 선발하여 미국으로 유학시켰고, 이홍장은 독일, 영국, 미국 등지로 유학생을 보내어 군사와 무기에 관하여 연구하도록 하였으며, 동문관에서도 유학생을 파견하였다. 이러한 개혁활동은 마건충을 비롯하여 각 분야에서 활동했던 인재들이 이를 통해 배출되었다.
외국자본주의의 중국진출에 대항하여 양무파는 민족자본과 민간기업의 양성에 힘을 쏟아 '반관반민'(半官半民)의 '관독상판'(官督商辦)의 새로운 기업을 육성해 나갔다. 또한 이홍장은 중국의 해운업을 독점하고 있던 외국기선회사와 경쟁할 목적으로 상하이에 기선 회사인 '윤선초상국'을 1872년 창립하였다. 또 1890년대초까지 타이완에 기융(基隆) 탄광, 직례성에 개평(開平) 탄광, 헤이룽장성에 막하(幕河) 금광, 후베이성에 대야(大冶)철광을 열었고 방직공장도 각지에 건설하였다. 1881년에는 중국최초의 철도가 당산(唐山)과 서각장(胥各莊) 사이에 건설되었다.
이러한 기업은 대부분이 '반관반민'(半官半民)의 성격을 가진 ‘관에서 감독하고 민간이 경영하는’ 방식으로 운영되었다. 창업 초기에는 거액의 국가 자금이 투자되고 양무파의 고관이 추천한 관료가 기업을 운영하였으나 후에는 민간으로부터 자본을 모집하여 거액을 투자한 상인에게 경영을 맡기고 국가는 이들 상인을 보호 감독하였다. 여기에 투자한 상인은 상하이 등지의 개항장에서 자본을 축적한 매판자본가, 대상(大商)들이었다. 관리가 감독하고 민간이 경영하는 방식의 기업은 거대한 외국자본주의의 압력에 맞서 취약한 중국의 기업을 지키기 위하여 국가로부터 세제상의 특혜와 관문(官物), 관용(官用)에 남품하는 영업독점의 특권을 누리면서 운영되었다. 이는 뒷날 관료들의 부패를 조장시키는 요인으로 작용해 양무운동의 한계성을 드러내게 된다.

## 양무운동의 역사적 성격
양무운동을 추진한 세력들은 서구의 군사적 위협을 인식하고 기존의 중화질서를 유지하기 위한 방법으로 '중체서용'을 내세웠다. 그러나 양무운동의 추진 주체는 봉건관료 또는 매판관료세력이지만 그들은 청조의 전통적 관료와는 달리 태평천국의 난을 진압하는 과정에서 성장한 지방관료 세력이었다. 따라서 이들은 무너져가는 청조의 통치조직을 재건하여 봉건왕조의 체제를 유지하려는데 주된 개혁목표를 두었고 이것은 양무운동의 최대 한계점으로 작용된다.
그런데, 양무파 관리들은 정부 내에서 권력을 장악하지 못하였고 정부 내에서도 극히 일부의 진보적 관료를 제외하면 여전히 보수적,수구적 관료가 중심이 되었다. 특히 서태후의 섭정은 양무운동의 성패보다는 이 운동이 자신의 권력유지에 어떤 작용을 하느냐에 따라서 정책추진이 변화무쌍하게 달라졌다. 이는 결국양무운동을 일관성 있게 추진하지 못하는 원인이 되었다. 이와 함께 양무운동을 추진한 세력이 지방에 뿌리를 두고 지역적 차원에서 이 운동을 추진하였기 때문에 지방관이 바뀔 때마다 중단되기도 하고 지방관이 임지를 옮길 때 시설을 새로운 임지로 이전하는 사례도 드물지 않았다. 특히 양무기업 자체가 중요한 자금원이기 때문에 기업의 주도권을 둘러싸고 분쟁이 끊임없이 발생하였다.
양무운동은 이렇게 정책적인 면에서 비효율적이며 중앙정부에 의해 체계적으로 추진되지도 못하였다. 결국 이러한 한계는 청일전쟁에서 일본에 크게 패함으로써 양무운동의 한계성과 관료들의 부패함이 드러나버리게 된다.

## 참고서적
- 《세계의 역사》,한국방송통신대학교출판부
- 《동양사개론》,삼영사

## 같이 보기
- 아편 전쟁
- 태평천국
- 변법자강운동
- 청불전쟁
- 청일전쟁
- 이홍장
- 증국번
- 좌종당
- 중체서용
- 박규수
- 사이공 조약